# Terara District
Terara District (indonesiska: Kecamatan Terara) är ett distrikt i Indonesien.   Det ligger i kabupatenet Kabupaten Lombok Timur och provinsen Nusa Tenggara Barat, i den sydvästra delen av landet, 1 100 km öster om huvudstaden Jakarta. Terara District ligger på ön Lombok Island.